# Байконурский район
Байконурский район (каз. Байқоңыр ауданы / Baiqoñyr audany) — административно-территориальная единица города Астаны. Район создан постановлением акимата г. Астаны № 06-354 от 26.02.2018 и решением маслихата г. Астаны № 235/28. Образован из части территорий районов Алматы и Сарыарка. Площадь — 18 129 га. Численность населения на 1 июня 2019 года — 233 351 человек. Часовой пояс — UTC+6.

## Границы района
На карте города район ограничен: с запада — проспектом Республики; с юга — правым берегом рек Ишим и Ак-Булак; на севере район достигает границы г. Астаны, совпадая с чертой города.
К территории района также отнесены:
Жилой массив «Ондырыс» — 32 000 чел.;
Жилой массив «Кирпичный» — 6000 чел.;
Жилой массив «Казгородок» — 18 000 чел.;
Дачный массив «Коянды» — 12 дачных сообществ.

## Население
Национальный состав (на начало 2019 года):
- казахи — 173 131 чел. (76,13 %)
- русские — 32 926 чел. (14,48 %)
- украинцы — 3577 чел. (1,57 %)
- татары — 2767 чел. (1,22 %)
- узбеки — 2468 чел. (1,09 %)
- немцы — 2341 чел. (1,03 %)
- корейцы — 1498 чел. (0,66 %)
- киргизы — 1341 чел. (0,59 %)
- белорусы — 985 чел. (0,43 %)
- азербайджанцы — 900 чел. (0,40 %)
- ингуши — 637 чел. (0,28 %)
- поляки — 600 чел. (0,26 %)
- чеченцы — 372 чел. (0,16 %)
- уйгуры — 305 чел. (0,13 %)
- башкиры — 302 чел. (0,13 %)
- армяне — 290 чел. (0,13 %)
- молдоване — 205 чел. (0,09 %)
- другие — 2777 чел. (1,22 %)
- Всего — 227 422 чел. (100,00 %)

## Статистика и объекты
Согласно паспорту района «Байконыр», количество расположенных в нём многоэтажных жилых домов: 443 + 257 объектов строительства.
Количество улиц: 216, общей протяжённостью 219 км.
В районе расположены 5 скульптурных сооружений: «Жер Ана», «Девушка с домброй», «Времена года», «Орёл», «Знаки зодиака»; 2 памятника: Жамбылу Жабаеву и Кемалю Ататюрку; а также 22 сквера и 1 парк.

## Достопримечательности
- Караоткель (кладбище)

## Акимы
- Каналимов, Ерлан (с 29 марта 2018 года по 24 апреля 2019 года)[9].
- Есилов, Аскар (с 24 апреля 2019 года по 30 января 2020 года)[10].
- Нурсагатов, Нурбол (с 30 января 2020 года по 23 декабря 2021 года)[11].
- Жаулыбаев, Ерлан Алимбаевич (с 23 декабря 2021 года по 18 октября 2023 года)[12].
- Рахманберди, Талгат (с 18 октября 2023 года)[13].